# Izaak ben Salomon Izraeli

Omnia Isaac Opera

Izaak ben Salomon Izraeli (ur. 832 lub 855 w Egipcie, zm. 932 lub 955 w Al-Qayrawan w Tunezji) – żydowski lekarz i filozof, przedstawiciel neoplatonizmu żydowskiego.
Izraeli zyskał uznanie jako okulista praktykując do około 904 blisko Kairu; następnie został nadwornym lekarzem w Al-Qayrawan u ostatniego księcia z dynastii Aghlabidzi Zijadata Allaha III.
Napisał osiem prac medycznych w języku arabskim, w których opublikował wyniki badań z zakresu gorączki, moczu, farmakologii, okulistyki. Ponadto pisał również o psychologii i logice. Wszystkie prace zostały przetłumaczone na łacinę w 1087 roku przez mnicha Konstantyna, podającego się za autora tych prac. Prawdziwe autorstwo odkryto w 1515 r. Dzieła Izaaka ben Salomona Izraeliego wydano ponownie w pracy zbiorowej Omnia Isaac Opera.